# Plecia obtusicornis
Plecia obtusicornis är en tvåvingeart som beskrevs av Hardy 1968. Plecia obtusicornis ingår i släktet Plecia och familjen hårmyggor. Inga underarter finns listade i Catalogue of Life.